# Marsh & McLennan Companies

Altes Logo

Marsh McLennan Companies (MMC) ist ein globaler Anbieter von Beratungsleistungen in den Bereichen Risiko, Strategie und Humankapital. Weltweit arbeiten rund 76.000 Mitarbeiter in über 130 Ländern für Marsh & McLennan Companies. Das Unternehmen erwirtschaftet einen Jahresumsatz von rund 14 Milliarden US-Dollar und ist daran gemessen der größte Versicherungsmakler der Welt.

## Geschichte
Marsh McLennan wurde 1905 in Chicago von Henry W. Marsh and Donald R. McLennan gegründet.
Im Jahr 2010 hat Marsh McLennan Companies den Unternehmenszweig Kroll Inc. verkauft. Dieser agiert nun als selbständiges Unternehmen.
Bei den Terroranschlägen am 11. September 2001 starben 295 Mitarbeiter des Unternehmens im World Trade Center, als American-Airlines-Flug 11 in den Nordturm einschlug. Marsh McLennan belegte die Stockwerke 93 bis 100, wobei die Boeing 767 genau in die Stockwerke 93 bis 99 einschlug.

## Tochtergesellschaften
Marsh McLennan Companies besteht aus:
- Marsh Inc, einem Risiko- und Versicherungsmakler
- Guy Carpenter & Company, einem Rückversicherungszwischenhändler
- Oliver Wyman Group einem Zusammenschluss verschiedener strategischer Beratungsunternehmen bestehend aus Oliver Wyman, Lippincott und NERA Economic Consulting
- Mercer, eine Unternehmensberatung